# 1513 az irodalomban
Az 1513. év az irodalomban.

## Új művek

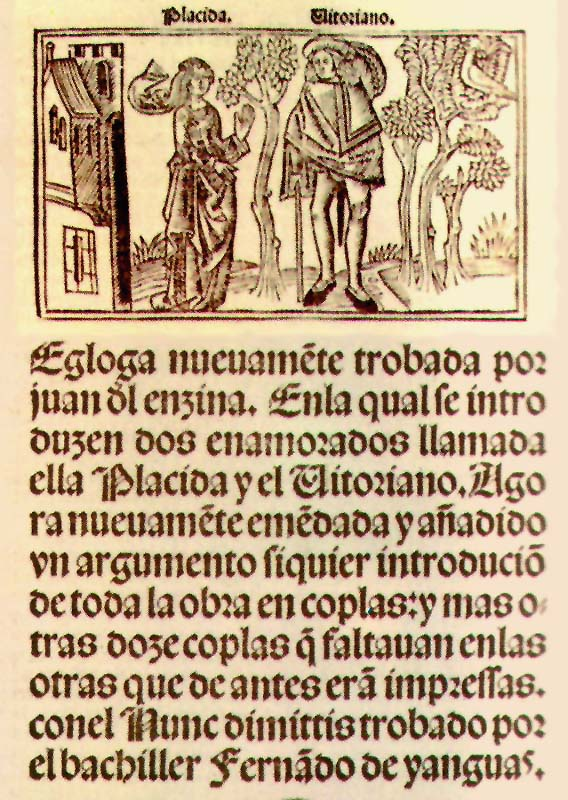
Plácida y Vitoriano

- Jean Lemaire de Belges belga (vallon) költő, író értekezése: Traité de la Concorde des deux langages (A két nyelv összhangjáról). [Ti. a francia és az olasz nyelvéről.]
- Először jelenik meg nyomtatásban – Richard Pynson angol ősnyomdász műhelyében – John Lydgate angol költő 1420-ban befejezett verses regénye, a Troy Book (Trója-könyv).[1]

### Dráma
- Juan del Encina spanyol szerző drámája: Plácida y Vitoriano.
- Bernardo Dovizi da Bibbiena itáliai kardinális, drámaíró vígjátéka: La Calandria.

## Születések
- október 30. – Jacques Amyot francia író, műfordító; több ókori szerző, köztük Plutarkhosz munkáinak franciára fordítója († 1593)

## Halálozások
- november 3. – Olmützi Ágoston cseh humanista, író, Csehország alkancellárja (* 1467)